# Declaración de Cornwall
La Alianza de Cornualles para la Administración de la Creación es un grupo conservador de políticas públicas  cristiano que afirma que un  enfoque de libre mercado para cuidar el medio ambiente es suficiente, y es crítico con gran parte del actual movimiento ambiental. La Alianza está "involucrada en una amplia gama de actividades contra el medio ambiente" y en particular la negación del cambio climático. Originalmente llamada "Interfaith Stewardship Alliance", fue fundada en 2005 como reacción a los esfuerzos de los líderes evangélicos (como Rick Warren) para luchar contra el calentamiento global. El nombre Cornwall proviene de la Declaración de Cornwall de 2000. Las opiniones de la organización sobre el medio ambiente han sido fuertemente influenciadas por el movimiento de uso racional de los años 80 y 90.
Los críticos lo han llamado un "grupo de fachada para los intereses especiales de los combustibles fósiles".

## Declaración de Cornualles
En 2000, se presentó una declaración llamada "Declaración de Cornwall sobre Administración Ambiental" y ha sido firmada por más de 1.500 clérigos, teólogos y otros, según Cornwall Alliance. Entre los signatarios se incluyen personas religiosas estadounidenses prominentes de los mundos católico, judío y evangélico como Charles Colson, James Dobson, el rabino Jacob Neusner, R. C. Sproul, Richard John Neuhaus y D. James Kennedy.
La declaración establece que los seres humanos deben ser considerados "productores y administradores" en lugar de "consumidores y contaminadores". Afirma:
La Declaración de Cornualles establece además un conjunto de creencias y aspiraciones articuladas y fundamentadas en la Biblia en las que Dios puede ser glorificado a través de un mundo en el que "los seres humanos se preocupan con sabiduría y humildad por todas las criaturas" y "la libertad económica generalizada... hace disponible una administración ecológica sólida a un número cada vez mayor ".
La declaración expresa preocupación por las "preocupaciones infundadas o indebidas" de los ambientalistas tales como "temores de destructivo calentamiento global provocado por el hombre, superpoblación y desenfrenado  pérdida de especies".

## Una declaración evangélica sobre el calentamiento global
En julio de 2006, la Alianza de Cornualles publicó una carta abierta en respuesta a los líderes cristianos de la Iniciativa Climática Evangélica que, en febrero del mismo año, habían expresado su preocupación por el calentamiento global provocado por el hombre, instando a los legisladores a considerar un sistema de comercio de emisiones, que promueve nuevas tecnologías y reduce las emisiones de carbono de la quema de combustibles fósiles. El miembro de la junta asesora Wayne Grudem fue citado en respuesta diciendo: "No me parece probable que Dios establezca el mundo para que funcione de tal manera que los seres humanos eventualmente destruyan la tierra al hacer tales acciones ordinarias y morales cosas buenas y necesarias como respirar, encender un fuego para cocinar o mantenerse caliente, quemar combustible para viajar o usar energía para un refrigerador para conservar los alimentos ". La misiva fue acompañada por "Llamado a la verdad, la prudencia y la protección de los pobres", un documento que analiza la teología, la ciencia y la economía del cambio climático, que niega que se esté produciendo un peligroso calentamiento global antropogénico en todo, y describiendo la reducción obligatoria de emisiones como una "medida draconiana" que privaría a la gente de energía barata y perjudicaría a los pobres. La carta fue respaldada por más de 170 personas, incluido el físico atmosférico Richard Lindzen, el paleontólogo Robert M. Carter y el ex editor de la revista "Energía y medio ambiente" Sonja Boehmer-Christiansen.
El 2 de diciembre de 2009, la Alianza de Cornualles emitió una declaración llamada "Una Declaración Evangélica sobre el Calentamiento Global", en la que declaran en forma de lista tanto "Lo que Creemos" y "Lo que Negamos". El primer punto de cada lista es;
Creemos que la Tierra y sus ecosistemas, creados por el diseño inteligente y el poder infinito de Dios y sostenidos por Su fiel providencia, son robustos, resistentes, autorreguladores y autocorregibles, admirablemente adecuados para el florecimiento humano y para mostrar Su gloria. El sistema climático de la Tierra no es una excepción. El calentamiento global reciente es uno de los muchos ciclos naturales de calentamiento y enfriamiento en la historia geológica. 
 Negamos que la Tierra y sus ecosistemas sean productos frágiles e inestables del azar, y particularmente que el sistema climático de la Tierra es vulnerable a alteraciones peligrosas debido a minúsculos cambios en la química atmosférica. El calentamiento reciente no fue ni anormalmente grande ni anormalmente rápido. No hay evidencia científica convincente de que la contribución humana a los gases de efecto invernadero esté causando un calentamiento global peligroso.
Entre los firmantes prominentes de la declaración se encuentran el científico del clima  Roy Spencer, el climatólogo David Legates, el meteorólogo Joseph D'Aleo, el meteorólogo de televisión James Spann y Neil Frank, ex director del Centro Nacional de Huracanes.
Según los científicos sociales Riley Dunlap y Aaron McCright, la declaración "estaba cargada de afirmaciones negacionistas y estaba diseñada para contrarrestar los esfuerzos de los cristianos progresistas por generar apoyo para hacer frente al cambio climático".
Junto con la "Declaración Evangélica", Cornwall Alliance emitió "Un llamado renovado a la verdad, la prudencia y la protección de los pobres". El resumen ejecutivo de su documento dice:
El mundo tiene una idea: que la quema de combustibles fósiles para proporcionar energía abundante y asequible está provocando un calentamiento global que será tan peligroso que debemos detenerlo reduciendo nuestro uso de combustibles fósiles, sin importar el costo. ¿Es cierta esa idea? Creemos que no. Creemos que esa idea, la llamaremos "alarmismo del calentamiento global", no pasa las pruebas de la teología, la ciencia y la economía.

## Crítica
El sitio web Skeptical Science ha publicado críticas de la Alianza de Cornualles.
Los críticos de la Cornwall Alliance han acusado a la organización de ser un "grupo fachada para los intereses especiales de los combustibles fósiles", citando sus fuertes vínculos con el Comité para un Mañana Constructivo, que en el pasado fue financiado por gigantes de la industria petrolera como Exxon-Mobil y  Chevron.

## Ver además
- Fundación Heritage
- Negación del cambio climático